# جون ماكالوم
جون ماكالوم (بالإنجليزية: John McCallum)‏ هو كاتب أمريكي، ولد في 27 يونيو 1924 في تاكوما في الولايات المتحدة، وتوفي في 17 ديسمبر 1988.